# 모라차 스포츠 센터
모라차 스포츠 센터는 몬테네그로 포드고리차에 위치한 종합 스포츠 경기장이다.
장소는 모라차 강의 오른쪽 은행에 있는 포드고리차의 새로운 부분에 위치하고 있으며 그 이름을 따서 명명되었다. 1978년 착공된 종합체육관은 5헥타르의 부지에 다양한 체육시설이 산재해 있다. 모라차 스포츠 센터는 스포츠 경기장일뿐만 아니라 다양한 콘서트와 이벤트도 개최한다.

## 역사
새 경기장은 유고슬라비아 대표팀과 위치타 주립대학교의 친선 농구 경기로 개장했다.
복합 단지의 메인 실내 홀에서는 유로바스켓 2005 의 6개 예선 경기가 열렸다. 경기장은 FIBA에 의해 부과된 경기장 기준을 충족하기 위해 토너먼트를 위해 대대적인 보수 공사를 거쳤다.
몬테네그로에서 수구의 인기가 폭발적으로 증가하면서 2009년에 2개의 새로운 야외 수영장이 시설에 추가되었으며 2009년 FINA 수구 세계 리그도 개최되었다.
2018년, 경기장의 메인 홀은 유로리그의 경기장 표준을 충족하기 위해 개조 및 확장을 거쳤다. 좌석 수는 6,000명으로 늘어났고 VIP 라운지도 추가되었다. 리노베이션 프로젝트 비용은 450만 유로였다. 또한 10년 이상 노후되어 사용하지 않았던 실내수영장을 2,200석 규모의 농구장/배구장/핸드볼장으로 개조하였다. 경기장은 예선 라운드를 위한 2022년 유럽 여자 핸드볼 선수권 대회를 개최한다.

## 시설

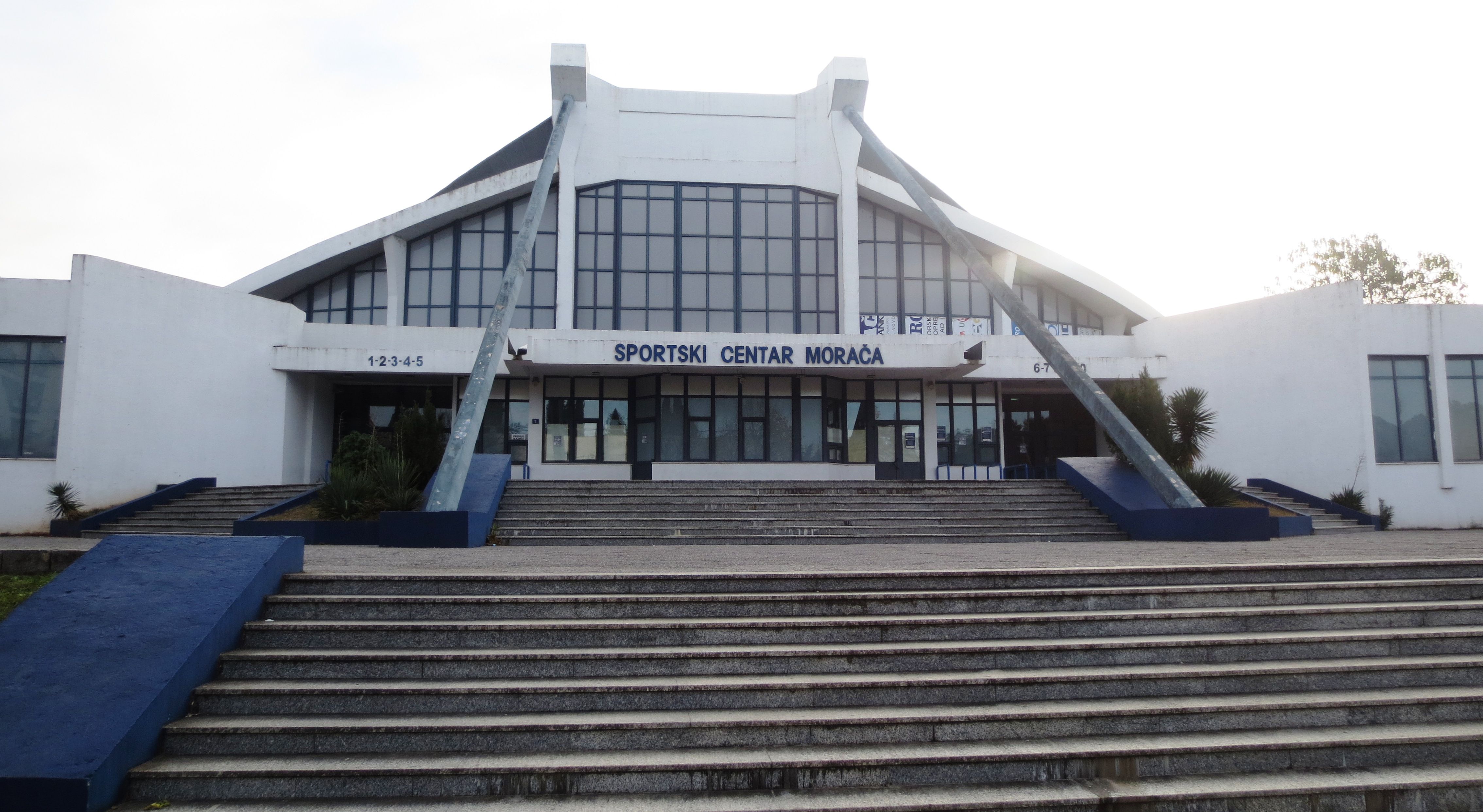
2015년 본당 입구

스포츠 단지의 메인 실내 홀은 포드고리카의 주요 다목적 실내 경기장 역할을 한다. SD 부두노스트 포드고리차의 농구, 배구 및 핸드볼 팀의 홈 경기장으로 가장 잘 알려져 있다.
- 메인 홀(스탠드 6,000석 수용 가능)[4]
- 베맥스홀 (관람석 2,200석)
- 올림픽 규격 (50m x 25m) 야외수영장(관중석 1,900석)
- 수구 크기(33,40m x 25m) 실내 수영장(관람석 664석)
- 전투체육관
- 찜질방
- 탁구장
- 업무시설(레스토랑,체육관)
- 미디어룸
- 야외 풋살 / 핸드볼 코트
- 야외 달리기 트랙

## 스포츠 행사 주최
- 유로바스켓 2005
- SUPERKOMBAT 월드 그랑프리 I 2012